# Устройство заграждения переезда

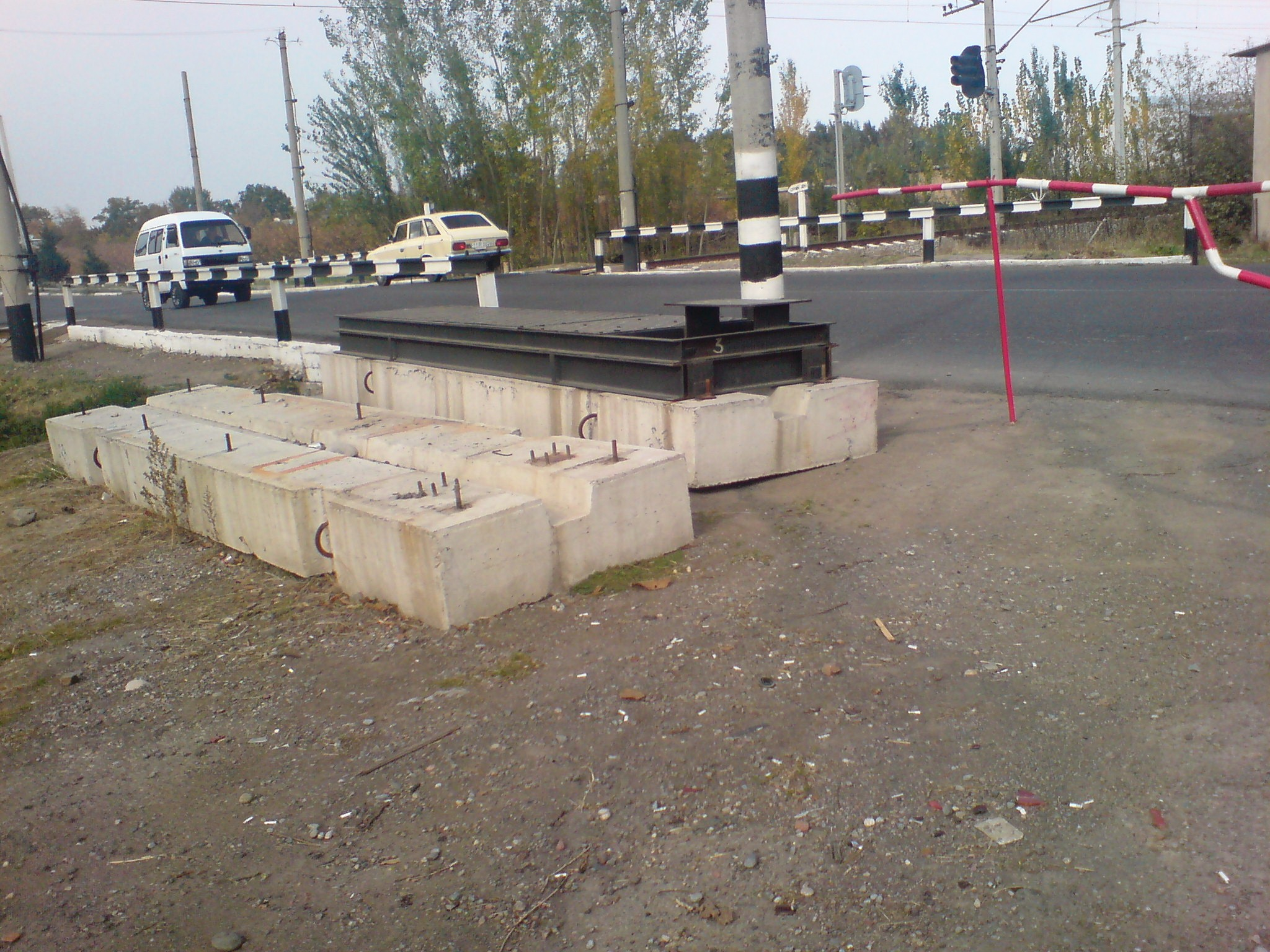
Комплект устройств заграждения переезда

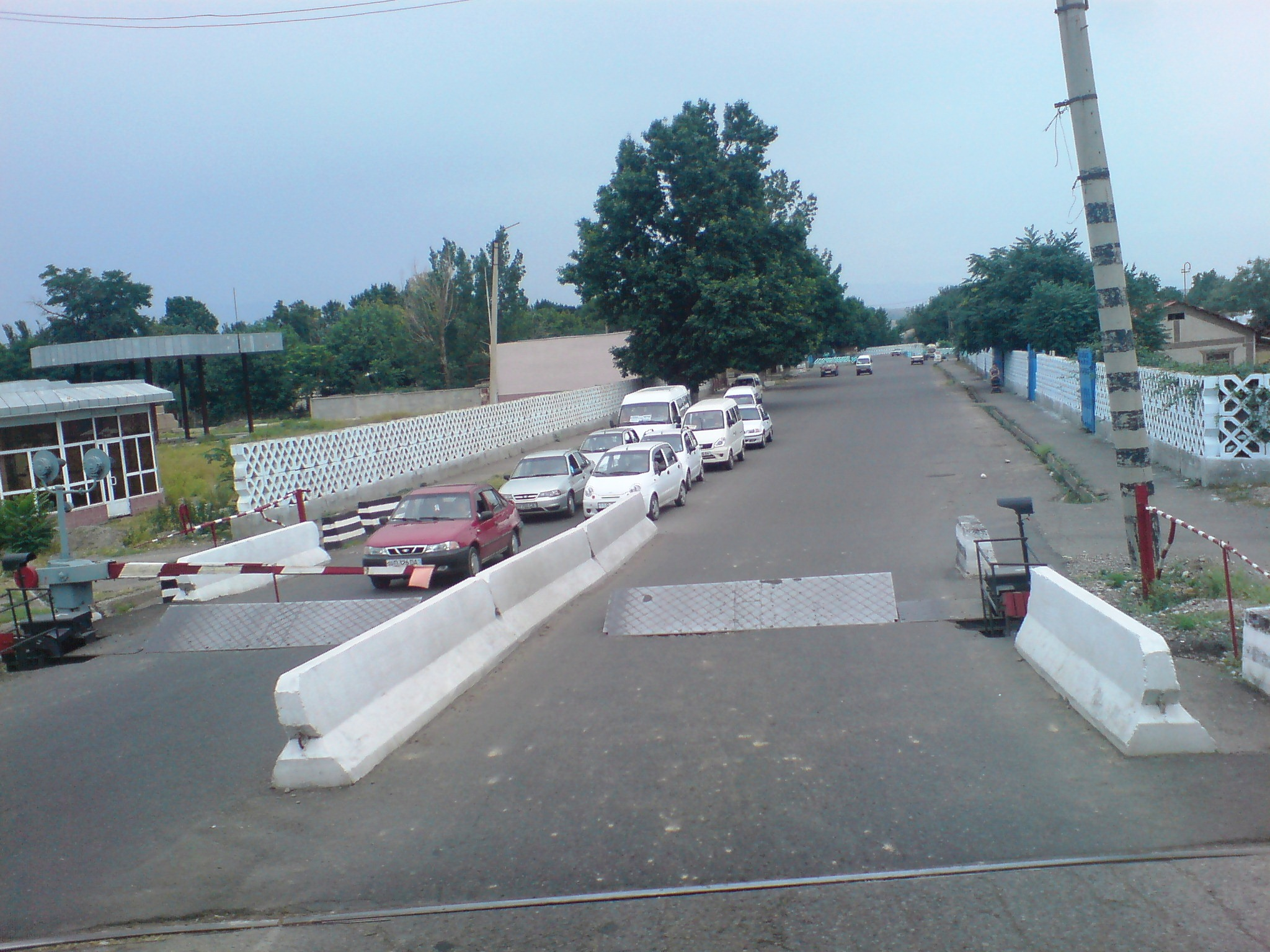
Железнодорожный переезд, оснащённый устройствами заграждения переезда

Устройства заграждения переезда (УЗП) — комплект устройств, предназначенных для автоматического ограждения проезжей части на железнодорожных переездах путём поднятия установленного на шарнирах заграждающего элемента (крышки). УЗП устанавливается в количестве 4 или 8 отдельных устройств (в зависимости от ширины проезжей части), ширина поднимающихся крышек — от 3,5 до 5 метров.
Когда перегон скота через железные дороги стал редким явлением, ворота стали заменяться шлагбаумами на полдороги, которые недисциплинированный водитель может объехать. Шлагбаумы на всю ширину дороги опасны — автомобиль может оказаться в ловушке между шлагбаумами. Потому сделали такое одностороннее устройство, не дающее въехать, но свободно опускающееся под весом автомобиля.
Основные части устройства заграждения переезда (УЗП):

1) фундамент — основание, на которое установлены каркас и крышка УЗП;

2) поднимающиеся крышки — прямоугольные рамы, установленные на шарнирные опоры, и имеющие с обратной стороны светоотражающие элементы; крышки поднимаются на угол до 30°;

3) электропривод — передаёт крутящий момент на брусья с установленными на них крышками;

4) датчики обнаружения транспортных средств (датчики контроля занятости крышки (КЗК));

5) противовес — фиксирует крышки УЗП в закрытом или открытом положении;

6) защитная решётка противовеса;

7) соединительные кабели, муфты;

8) щиток управления УЗП.
УЗП устанавливаются на железнодорожные переезды 1-3 категории. Датчики обнаружения транспортных средств блокируют поднятие крышки, если в этот момент по ней проезжает транспортное средство. Монтаж и техническое обслуживание УЗП осуществляют работники дистанции пути, ежедневный технический осмотр выполняет дежурный по переезду.